# Álex Somoza
Alexandre Somoza Losada (*Andorra la Vieja, Andorra, 7 de marzo de 1986) es un entrenador de fútbol. Actualmente ejerce en el Inter Club d'Escaldes, club de la Primera División de Andorra.

## Trayectoria
Álex Somoza se inició como jugador de fútbol en las series juveniles del Fútbol Club Andorra. Debutó en la máxima categoría del fútbol andorrano en el FC Santa Coloma en 2005. Habitualmente se desempeñó como lateral derecho.
Sin embargo, su mayor identificación la logró con el Fútbol Club Andorra, en el cual militó en total siete temporadas. Su retiro como jugador se produjo tras el descenso de su equipo a la Segunda División Catalana en 2014, lo cual coincidió con prolongadas lesiones.
En la temporada 2015-16 asumió un nuevo desafío: ser el entrenador del primer equipo del Inter Club d'Escaldes, después de varios años como técnico en diferentes equipos de fútbol base. Su mayor logro ha sido encaminar al Inter al único título de su historia: el de la Segunda División de Andorra 2016-17, con lo cual consiguió el ascenso a la Primera División.

## Selección nacional
Fue internacional con la Selección de fútbol de Andorra en nueve oportunidades. Su estreno fue el 16 de agosto de 2006 en la caída por 3-0 de la Tricolor ante Bielorrusia. Somo ingresó en el tiempo añadido en reemplazo de Óscar Sonejee.

## Clubes
Clubes como jugador
| Club                   | País    | Años      |
| ---------------------- | ------- | --------- |
| FC Andorra             | España  | 2003-2005 |
| FC Santa Coloma        | Andorra | 2005-2006 |
| CE Principat           | Andorra | 2006-2007 |
| FC Rànger's            | Andorra | 2007-2008 |
| Club Deportivo Binéfar | España  | 2008-2009 |
| FC Andorra             | España  | 2009-2014 |

Clubes como entrenador
| Club                  | País    | Años  |
| --------------------- | ------- | ----- |
| Inter Club d'Escaldes | Andorra | 2015- |

## Palmarés

### Campeonatos como entrenador
| Título                          | Club                  | País    | Año     |
| ------------------------------- | --------------------- | ------- | ------- |
| Segunda División de Andorra (1) | Inter Club d'Escaldes | Andorra | 2016-17 |